# Marian Leszczyński
Marian Leszczyński, ps. „Fred” (ur. 8 grudnia 1936 w Łopatynie, zm. 31 grudnia 2020 w Toronto) – polski wioślarz, olimpijczyk z Tokio (1964).
Ukończył liceum ogólnokształcące, z zawodu był elektrykiem. Należał do klubów sportowych: Start Warszawa, CWKS Bydgoszcz i AZS Wrocław.

## Osiągnięcia sportowe
- 1958–1967 – 13-krotne mistrzostwo Polski (ósemka, czwórka bez i ze sternikiem);
- 1959 – 5. miejsce podczas mistrzostw Europy w Mâcon (ósemki, w osadzie razem z E. Dakszewiczem, A. Klausem, S. Neumannem, E. Ostaszkiewiczem, E. Starybratem, Kazimierzem Błasińskim, Kazimierzem Naskręckim, Jerzym Pawłowskim – sternik);
- 1962 – 4. miejsce podczas mistrzostw świata w Lucernie (czwórki ze sternikiem, w osadzie razem ze Szczepanem Grajczykiem, Ryszardem Lubickim, Andrzejem Nowaczykiem, Jerzym Pawłowskim – sternik);
- 1963 – 4. miejsce podczas mistrzostw Europy w Kopenhadze (czwórka ze sternikiem, w osadzie razem ze Szczepanem Grajczykiem, Ryszardem Lubickim, Andrzejem Nowaczykiem, Jerzym Pawłowskim – sternik);
- 1964 – 4. miejsce podczas mistrzostw Europy w Amsterdamie (czwórka ze sternikiem, w osadzie razem z Ryszardem Lubickim, Andrzejem Nowaczykiem, M. Szypułą, Jerzym Pawłowskim – sternik);
- 1964 – 6. miejsce w finale (7:28.15) igrzysk olimpijskich w Tokio, czwórka ze sternikiem, w osadzie razem ze Szczepanem Grajczykiem, Ryszardem Lubickim, Andrzejem Nowaczykiem, Jerzym Pawłowskim (sternik) – 3. miejsce w przedbiegach (6:58.64), 1. miejsce w repesażu (7:11.74).
- 1965 – 4. miejsce podczas mistrzostw Europy w Duisburg (czwórka ze sternikiem, w osadzie razem z Ryszardem Lubickim, Andrzejem Nowaczykiem, M. Szypułą, Jerzym Pawłowskim – sternik);
- 1966 – 9. miejsce podczas mistrzostw świata w Bledzie (czwórki ze sternikiem, osadzie razem z Ryszardem Lubickim, Marianem Siejkowskim, M. Szypułą, Jerzym Pawłowskim – sternik).

## Wyróżnienie i medale
- Mistrz Sportu;
- brązowy Medal „Za Wybitne Osiągnięcia Sportowe”.